# Klaus Härö

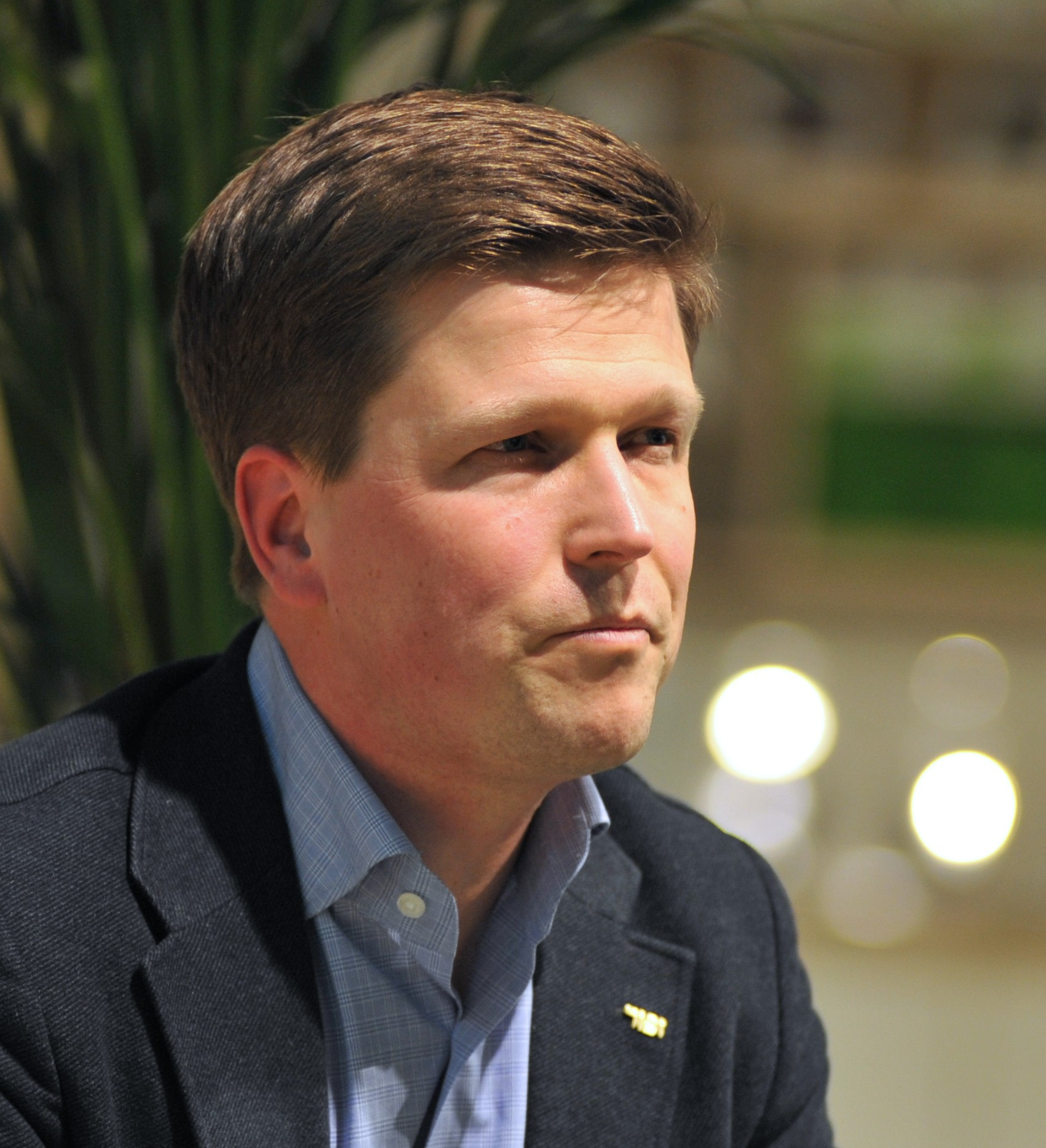
Klaus Härö (2010)

Klaus Härö (* 31. März 1971 in Porvoo) ist ein finnlandschwedischer Filmregisseur.

## Leben
Klaus Härö studierte Regie an der Hochschule für Kunst und Design Helsinki und besuchte dort einige Seminare über das Drehbuchschreiben. Nach dem Studium war er bei mehreren Kurz- und Fernsehfilmen beteiligt. Auf der Berlinale 2000 wurde sein Kurzfilm Nattflykt mit einem Gläsernen Bären ausgezeichnet.
Mit Elina, einem Kinderfilm über die Schwedisierung der finnischsprachigen Minderheit in Tornedalen, erschien 2002 sein erster Spielfilm. Dieser war im Jahr 2004 Finnlands Anwärter auf eine Oscar-Nominierung in der Kategorie Bester fremdsprachiger Film und war auf zahlreichen Filmfestivals erfolgreich, unter anderem auf der Berlinale 2003. 2005 entstand der Film Die beste Mutter (Äideistä parhain), der im Zweiten Weltkrieg spielt und von Finnland ebenfalls als Anwärter auf eine Oscar-Nominierung ausgewählt wurde, während Hauptdarstellerin Maria Lundqvist den schwedischen Filmpreis Guldbagge erhielt.
Zwei Jahre später folgte eine erneute Zusammenarbeit mit Lundqvist an dem Drama Den nya människan (2007), das sich der von 1935 bis 1976 in Schweden gesetzlich praktizierten Zwangssterilisation als Thema annimmt. In dem Film, der im Jahr 1951 angesiedelt ist, spielt Julia Högberg die Hauptrolle der jungen Gertrud, die aus einer Großfamilie stammend in ein staatliches Heim überwiesen wird. Dort wird das naive Mädchen gemeinsam mit anderen Insassinnen aus ärmlichen Verhältnissen, Geisteskranken und Epilepsie-Patientinnen auf den Eingriff vorbereitet, ehe eine Liaison mit dem örtlichen Platzwart und eine Schwangerschaft zu einer dramatischen Wendung führen. Den nya människan wurde 2007 auf dem Internationalen Filmfestival Shanghai ausgezeichnet und ein Jahr später dreimal für die Guldbagge-Preisverleihung 2008 nominiert.

## Filmografie
- 1999: Nattflykt (Kurzfilm, schwedischer Originaltitel)
- 2000: Sommartider (schwedischer Originaltitel)
- 2002: Elina (schwedischer Originaltitel Elina - som om jag inte fanns)
- 2005: Huvudrollen (Kurzfilm, schwedischer Originaltitel)
- 2005: Die beste Mutter (finnischer Originaltitel Äideistä parhain)
- 2007: Den nya människan (schwedischer Originaltitel)
- 2009: Postia pappi Jaakobille (finnischer Originaltitel)
- 2013: Dagmamman (schwedischer Originaltitel)
- 2015: Die Kinder des Fechters (finnischer Originaltitel Miekkailija)
- 2018: One Last Deal (englischer Originaltitel)
- 2020: Livet efter döden (schwedischer Originaltitel)
- 2024: Ei koskaan yksin

## Auszeichnungen
Internationales Filmfest Emden-Norderney
- 2025: Auszeichnung mit dem Score Bernhard Wicki Preis in Silber (Ei koskaan yksin)[1]